# HD 43827
HD 43827，又名BD-16 1426，SAO 151322、HR 2260，是一颗恒星，视星等为5.14，位于銀經224.48，銀緯-14.89，其B1900.0坐标为赤經6h 13m 14.7s，赤緯-16° -14.89′ 42″。